# The Best (álbum de Ariana Grande)
The Best é um álbum de coletânea de sucessos da cantora americana Ariana Grande, lançado no Japão pela Universal Music em 27 de setembro de 2017. O álbum apresentou um forte desempenho nas paradas japonesas.

## Faixas
- A tracklist do álbum inclui faixas de seus três discos: Yours Truly (2013), My Everything (2014) e Dangerous Woman (2016).

| N.º | Título                                   | Duração |  |
| 1.  | "Break Free" (part. Zedd)                | 3:35    |  |
| 2.  | "Problem" (part. Iggy Azalea)            | 3:15    |  |
| 3.  | "Baby I"                                 | 3:18    |  |
| 4.  | "Into You"                               | 4:05    |  |
| 5.  | "Bang Bang" (por Jessie J e Nicki Minaj) | 3:20    |  |
| 6.  | "Side to Side" (part. Nicki Minaj)       | 3:48    |  |
| 7.  | "One Last Time"                          | 3:18    |  |
| 8.  | "The Way" (part. Mac Miller)             | 3:48    |  |
| 9.  | "Be Alright"                             | 2:58    |  |
| 10. | "Love Me Harder" (part. The Weeknd)      | 3:57    |  |
| 11. | "Everyday" (part. Future)                | 3:17    |  |
| 12. | "Right There" (part. Big Sean)           | 4:08    |  |
| 13. | "Greedy"                                 | 3:37    |  |
| 14. | "Piano"                                  | 3:55    |  |
| 15. | "Dangerous Woman"                        | 3:57    |  |
| 16. | "Best Mistake" (part. Big Sean)          | 3:54    |  |
| 17. | "Faith" (por Stevie Wonder)              | 2:41    |  |
| 18. | "Beauty and the Beast" (por John Legend) | 3:50    |  |

| Deluxe edition bonus DVD |                                    |         |  |
| N.º                      | Título                             | Duração |  |
| 1.                       | "Baby I"                           |         |  |
| 2.                       | "Break Free" (part. Zedd)          |         |  |
| 3.                       | "Into You"                         |         |  |
| 4.                       | "Side to Side" (part. Nicki Minaj) |         |  |

| Blu-ray |                                          |         |  |
| N.º     | Título                                   | Duração |  |
| 1.      | "Baby I"                                 |         |  |
| 2.      | "The Way" (part. Mac Miller)             |         |  |
| 3.      | "Right There" (part. Big Sean)           |         |  |
| 4.      | "Break Free" (part. Zedd)                |         |  |
| 5.      | "Bang Bang" (por Jessie J e Nicki Minaj) |         |  |
| 6.      | "Love Me Harder" (part. The Weeknd)      |         |  |
| 7.      | "One Last Time"                          |         |  |
| 8.      | "Dangerous Woman"                        |         |  |
| 9.      | "Into You"                               |         |  |
| 10.     | "Everyday" (part. Future)                |         |  |